# Phaseolus rimbachii
Phaseolus rimbachii là một loài rau đậu thuộc họ Fabaceae.
Nó chỉ được tìm thấy ở Ecuador.
Môi trường sống tự nhiên của nó là các khu rừng vùng núi ẩm nhiệt đới hoặc cận nhiệt đới.